# Regarde-moi (film, 2007)
Pour les articles homonymes, voir Regarde-moi (homonymie).
Pour plus de détails, voir Fiche technique et Distribution.
Regarde-moi est un film dramatique français réalisé par Audrey Estrougo sorti en 2007.

## Fiche technique
- Titre : Regarde-moi
- Réalisation : Audrey Estrougo
- Scénario : Audrey Estrougo
- Photographie : Guillaume Schiffman
- Son : Madone Charpail
- Pays d'origine :  France
- Genre :drame
- Durée : 92 minutes
- Dates de sortie :
  -  France : 26 septembre 2007

## Distribution
- Émilie de Preissac : Julie
- Eye Haïdara : Fatimata
- Lili Canobbio : Eloïse
- Paco Boublard : Yannick
- Jimmy Woha-Woha : Khalidou
- Terry Nimajimbe : Jo
- Djena Tsimba : Mélissa
- Oumar Diaw : Mouss
- Renaud Astegiani : Renaud
- Malika Azgag : Malika
- Marie-Sohna Condé : la mère de Mélissa
- Marie Favasuli : Lexomil